# Antoni Alemany Dezcallar
Antonio Alemany Dezcallar (Palma, 1939 - 3 de maig de 2020) fou un advocat, polític i periodista mallorquí. Fill d'un militar franquista mort a la División Azul, i educat als jesuïtes, fou el director del Diario de Mallorca (1972-1976) i del Diari de Barcelona (1977-1979). Era de tendència liberal, conservadora, monàrquic de Joan de Borbó i Battenberg i anticatalanista.
Al Diario de Mallorca, l'estiu del 1972, es desenvolupà la polèmica d'en Pep Gonella on un anònim anomenat Pep Gonella debaté amb Francesc de Borja Moll sobre la naturalesa del Català de les Illes Balears. Posteriorment es traslladà a Barcelona on dirigí la revista d'àmbit estatal del Grup Planeta Opinión i el Diario de Barcelona, on, en arribar, s'organitzaren protestes en contra del seu nomenament que acabaren amb la sortida del diari de trenta periodistes. Fou també cap del gabinet de premsa de Foment del Treball Nacional. Retornà a Palma, on, a principis dels anys 80 fundà el diari El Día de Baleares. Aquest diari comptà amb el finançament de l'empresari hoteler i polític Abel Matutes, del galleter Jaume Doménech i del també empresari hoteler Gabriel Barceló. Posteriorment, aquest diari es fusionà amb Diario 16 i finalment, amb El Mundo. Més tard, fundà i dirigí la revista Sovint. En tancar aquesta, tornà a col·laborar amb el diari que havia fundat. Creà el diari digital libertadbalear.com i l'agència de notícies Agencia Balear de Noticias. Fou pel finançament d'aquests dos mitjans que fou imputat a una peça separada del Cas Palma Arena.
De tendència conservadora liberal, el 1977 es presentà a les eleccions sota les sigles de Coalició Democràtica a través d'Alianza Popular. Més tard, fou assessor de Gabriel Cañellas (legislatura 1983-1987) i de Jaume Matas (legislatura 2003-2007).
Fou jutjat a la peça número 2 del cas Palma Arena. El març de 2012, fou condemnat a tres anys i nou mesos de presó per un delicte de prevaricació, falsedat en document oficial i falsedat en document mercantil en concurs amb un de malversació i tràfic d'influències, que foren rebaixats a dos anys i tres mesos pel Tribunal Suprem. El 27 de setembre de 2013, una interlocutòria de l'Audiència Provincial de Palma n'ordenà el seu ingrés a la presó. El 18 d'octubre es paralitzà el seu ingrés a presó per haver demanat l'indult. Al final, el Consell de Ministres decidí, l'11 de juliol de 2014, denegar l'indult tant a Antoni Alemany com a Jaume Matas i Palou, enviant-los així a la presó. L'expresident del govern de les Illes Balears va ingressar a la presó de Segovia el dia 28 de juliol de 2014 per complir la condemna de 9 mesos i un dia per tràfic d'influències. Antonio Alemany va al·legar problemes de salut i així va aconseguir ajornar el seu empresonament fins al mes de setembre. El dia 1 de setembre va ingressar finalment a la presó de Son Pardo en el darrer dia del termini fixat per l'Audiència de Palma.